# Jean Fournet
Pour les articles homonymes, voir Fournet.
Jean Fournet (Rouen, 14 avril 1913 - Hilversum, 3 novembre 2008) est un chef d'orchestre français. Spécialisé dans la musique symphonique française, il a eu une carrière particulièrement longue, puisqu'il a dirigé au-delà de 90 ans.

## Biographie
Après avoir étudié au Conservatoire de Paris la flûte avec Gaston Blanquart et Marcel Moyse et la direction d'orchestre avec Philippe Gaubert, il fait ses débuts de chef à Rouen en 1936, où il est engagé définitivement deux ans plus tard. En 1940, il s'installe à Marseille. Entre 1941 et 1944 il dirige le Grand Orchestre de Radio Paris (contrôlée par les Allemands sous l'Occupation) ce qui lui valut une enquête le temps venu de la Libération (ne débouchant sur aucune condamnation). De 1944 à 1957, il est directeur artistique du Théâtre national de l'Opéra-Comique à Paris, tout en enseignant la direction d'orchestre à l'École normale de musique de Paris.
Dans les années 1950, il publie plusieurs enregistrements qui accroissent considérablement sa réputation, notamment son Requiem de Fauré et Les Pêcheurs de perles de Bizet. Il occupe deux autres postes en Europe, avant de poursuivre sa carrière comme « chef invité » un peu partout dans le monde : en 1961 il devient directeur de l'Orchestre philharmonique de la radio néerlandaise, et de 1968 à 1973, directeur artistique de l'Orchestre philharmonique de Rotterdam.
Il fait ses débuts aux États-Unis en 1965 à l'Opéra lyrique de Chicago, dans un double programme comportant le Carmina Burana de Carl Orff et L'Heure espagnole de Maurice Ravel avec Teresa Berganza, Alfredo Kraus et Sesto Bruscantini. Il impressionne immédiatement pour sa manière élégante et respectueuse[réf. souhaitée] de traiter le répertoire français. Ce succès amène d'autres engagements à Chicago, où il dirige notamment Les Pêcheurs de perles en 1966, Le Rossignol et Œdipus Rex de Stravinsky en 1968, Werther en 1971, Pelléas et Mélisande en 1972, Manon en 1973 et Don Quichotte de Massenet en 1974. En 1987, à 74 ans, il débute au Metropolitan Opera de New York avec Samson et Dalila. 
Outre de nombreuses œuvres pour orchestre, Jean Fournet enregistre Les Pêcheurs de perles avec Léopold Simoneau et Pierrette Alarie, une version encore insurpassée[réf. souhaitée]. Ses requiems de Fauré et de Berlioz sont également remarquables[réf. souhaitée], tout comme sa Manon de 1973 avec Alfredo Kraus et Teresa Żylis-Gara.
Il est aussi l'auteur du premier enregistrement historique du Requiem de Berlioz, à Paris durant l'occupation allemande.
Après 50 ans de mariage avec Gisèle Eude (cantatrice, 1912-1993) dont il a deux filles Anne et Catherine, il épouse en 2003 Miriam Hannecart-Jakes, musicienne (cor anglais), soliste de l'Orchestre philharmonique de la radio néerlandaise.

## Décorations
- Commandeur de l'ordre des Arts et des Lettres au titre de « chef d'orchestre » (2003)[1]

## Enregistrements
- Hector Berlioz : Requiem, Choeur Émile Passani, Grand Orchestre de Radio Paris, Georges Jouatte, ténor, dir. Jean Fournet. 2 LP Columbia (09/1943) report CD Malibran Music
- Gabriel Pierné : Saint François d'Assise, L'An mille, François Giraudeau ( François), Lucien Lovano (Le Lépreux), Berthe Monnart (Claire), Freda Betti (Lucia), Raymond Amade, ténor, Bernard Demigny (Léon)/a, baryton/b, Choeurs de La RTF, Orchestre radio-symphonique de Paris, René Alix/a, Orchestre National de La RTF/b, dir. Jean Fournet. 2 CD Solstice 2021 (enregistrement a 1953, b 1964)
- Hector Berlioz, Lélio ou le retour à la vie, Raymond Nemorin (récitant), Michel Sénéchal, Bernard Lefort, London Symphony Orchestra, BBC Chorus, 2 CD Cameo classics 7 mars 1957 report 2019
- Camille Saint-Saëns, Concerto pour piano et orchestre no 5, Magda Tagliaferro, piano, Orchestre Lamoureux, dirigé par Jean Fournet. Enregistré en 1954. Report 3 CD APR 2021. Diapason d’or
- Georges Bizet : Les pêcheurs de perles avec l'Orchestre des concerts Lamoureux, Pierrette Alarie, Léopold Simoneau, René Bianco, Xavier Depraz) (2 CD Philips)
- Gustave Charpentier: Louise avec Chœur et Orchestre du Théâtre national de l'Opéra-Comique, Berthe Monmart, André Laroze, Solange Michel, Louis Musy
- Ernest Chausson : Symphonie en si bémol majeur, Op. 20 ; Gabriel Fauré : Pelléas et Mélisande, Op. 80, avec l'Orchestre philharmonique de la radio néerlandaise (Jean Fournet)
- Claude Debussy: Pelléas et Mélisande avec l'Orchestre des concerts Lamoureux, Janine Micheau, Camille Maurane, Michel Roux, Xavier Depraz, Rita Gorr  (2 CD Philips Classics)
- Claude Debussy: Trois Nocturnes avec l'Orchestre de la Société des concerts du Conservatoire
- César Franck : Le Chasseur maudit, Les Djinns pour piano et orchestre. František Maxián (piano), Orchestre Philharmonique Tchèque. Supraphon, 1967.
- Camille Saint-Saëns, Piano Concerto No. 5 in F op. 103 & Maurice Ravel, Piano Concerto in G Major & D Major for Left Hand, Idil Biret, piano, Bilkent Symphony Orchestra (IBA BMP 1999, 1998 et 1996)
- Arthur Honegger : Pacific 231, avec l'Orchestre philharmonique de la radio néerlandaise (Jean Fournet)
- Camille Saint-Saëns : Samson et Dalila avec l'Orchestre philharmonique de la radio néerlandaise (Jean Fournet, Jon Vickers, Oralia Dominguez, Ernest Blanc). 2 CD Opera d'oro 1964
- French Orchestral Favorites : Claude Debussy : Prélude à l'après-midi d'un faune ; Maurice Ravel : La Valse ; Jacques Ibert : Escales ; Georges Bizet : L'Arlésienne (extraits) avec l'Orchestre symphonique métropolitain de Tokyo (Jean Fournet).
- Hector Berlioz, La Mort d’Orphée (Monologue et Bacchanale), Scène Héroïque (La Révolution grecque), Le Cinq Mai (Chant sur la mort de l’Empereur Napoléon), L’Impériale (Cantate pour 2 chœurs). Dutch Radio Choir & Radio Symphony Orchestra, Gérard Garino, ténor, Rudd Van der Meer, basse, Lieuwe Visser, basse, dir. Jean Fournet - CD Denon 1988 (concert public du 18/01/1987).